# Women and Children First
Women and Children First é o terceiro álbum de estúdio da banda norte-americana de Hard Rock Van Halen, lançado em 26 de Março de 1980. Continua com o vocal de David Lee Roth e a guitarra de Eddie Van Halen dos dois álbuns anteriores.

## Produção
Women and Children First foi o primeiro álbum da banda a apresentar todas as faixas compostas originalmente pelos seus integrantes. A canção de abertura, "And the Cradle Will Rock..." começa com sons que parecem toques de guitarra, porém, são, na verdade, um Phaser juntamente com um piano elétrico Wurlitzer tocado com um amplificador de 100-watts modelo Marshall Plexi de 1960.
"Could This Be Magic?" contém a única gravação de um vocal de apoio feminino já gravado em uma canção do Van Halen - Nicolette Larson canta em algumas partes do Chorus. O som de chuva no fundo não é um efeito. Estava chovendo na parte de fora do estúdio, e então decidiram gravar o som em estéreo usando dois microfones Neuman KM84, e adicionaram-na a faixa.
Apenas um single foi lançado do álbum, a canção "And the Cradle Will Rock..."; apesar do single não ter sido tão bem sucedido como os singles anteriores "Dance the Night Away" ou o cover "You Really Got Me", o álbum em sí foi bem recebido e se tornou um disco popular. A faixa "Everybody Wants Some!!" foi constantemente tocada durante o tour de 1984, e continuou a ser tocada por David Lee Roth após ele deixar a banda.
O álbum contém uma faixa escondida no final de "In a Simple Rhyme", um pequeno instrumental intitulado "Growth". Uma versão mais longa de "Growth" viria a ser o início do próximo álbum da banda, Fair Warning, mas isso não ocorreu. "Growth" era bastante tocada durante as performances ao vivo com Roth e usualmente utilizada como o início de seus encores. Muitas tomadas dessas sessões existem, incluindo uma versão de uma faixa instrumental não lançada intitulada como "Act Like it Hurts", no qual era o título que Eddie queria para "Tora! Tora!".
"Everybody Wants Some" apareceu na comédia de 1985 Better Off Dead, durante uma sequência de um hamburger cantante e tocador de guitarra. Uma referência é dada a Eddie Van Halen na animação, já que o hamburger utiliza uma versão em vermelho, preto e em linhas brancas do guitarrista.
A versão do álbum incluía um poster feito pelo fotógrafo Helmut Newton de David Lee Roth acorrentado em uma cerca.
No ano de 1989, o álbum foi consagrado como o 30º Melhor álbum de Heavy Metal de todos os tempos pela revista Kerrang!.

## Faixas
Todas as faixas por David Lee Roth, Michael Anthony, Edward Van Halen e Alex Van Halen.
| N.º            | Título                                                 | Duração |  |
| 1.             | "And the Cradle Will Rock..."                          | 3:34    |  |
| 2.             | "Everybody Wants Some!!"                               | 5:08    |  |
| 3.             | "Fools"                                                | 5:58    |  |
| 4.             | "Romeo Delight"                                        | 4:21    |  |
| 5.             | "Tora! Tora!"                                          | 0:57    |  |
| 6.             | "Loss of Control"                                      | 2:39    |  |
| 7.             | "Take Your Whiskey Home"                               | 3:10    |  |
| 8.             | "Could This Be Magic?"                                 | 3:11    |  |
| 9.             | "In a Simple Rhyme" (Faixa escondida "Growth" em 4:19) | 4:40    |  |
| Duração total: | Duração total:                                         | 33:39   |  |

## Créditos
- David Lee Roth - Vocal
- Eddie Van Halen - Guitarra, teclados, vocal de apoio
- Michael Anthony - Baixo, vocal de apoio
- Alex Van Halen - Bateria

## Charts

### Álbum
| Parada Musical (1980)                    | Posição |
| ---------------------------------------- | ------- |
| Estados Unidos - Pop Albums              | 6       |
| Canadá - Canadian Albums Chart           | 12      |
| Austrália - ARIA Charts                  | 128     |
| Suécia - Swedish Albums Chart            | 19      |
| Noruega - Norway Albums Chart            | 23      |
| Nova Zelândia - New Zealand Albums Chart | 48      |
| Reino Unido - UK Albums Chart            | 15      |

### Singles
Billboard (América do Norte)
| Ano  | Single                        | Chart             | Posição |
| ---- | ----------------------------- | ----------------- | ------- |
| 1980 | "And the Cradle Will Rock..." | Billboard Hot 100 | 55      |
| 1980 | "And the Cradle Will Rock..." | Álbum Radio       | 2       |

## Certificações
| País           | Certificador | Certificação | Vendas     |
| -------------- | ------------ | ------------ | ---------- |
| Estados Unidos | RIAA         | 3× Platina   | 3 000 000+ |
| Canadá         | Music Canada | 2× Platina   | 200 000+   |
| França         | SNEP         | Ouro         | 100 000+   |
| Holanda        | NVPI         | Ouro         | 25 000+    |

## Certificação RIAA
- Ouro: 29 de maio de 1980
- Platina: 2 de junho de 1980
- Multi-platina:
  - 22 de outubro de 1984 (2x)
  - 4 de agosto de 1994 (3x)